# Jo de Haan
Jo de Haan (Klaaswaal, Cromstrijen, 25 de desembre de 1936 - Huijbergen, 19 d'abril de 2006) va ser un ciclista neerlandès que fou professional entre 1959 i 1966.
Durant la seva carrera professional aconseguí 39 victòries, destacant la París-Tours de 1960 i el Tour de l'Oise del mateix any. El 1963 aconseguí la medalla de bronze al Campionat del Món de ciclisme disputat a Ronse.
Abans, com a amateur, havia aconseguit el Campionat dels Països Baixos de 1958 com a triomf més destacat.

## Palmarès
- 1958
  - 1r a la Ronde van Gendringen
  - Vencedor de 2 etapes a la Volta a la província de Namur
- 1959
  - 1r al Gran Premi de Flandes
  - 1r al Circuit de Cher
  - 1r a Rijen
  - 1r a Haacht
  - Vencedor de 2 etapes al Tour de Xampanya
  - Vencedor d'una etapa al Tour de l'Oest
- 1960
  - 1r a la París-Tours
  - 1r al Tour de l'Oise i vencedor d'una etapa
  - 1r a la París-Valenciennes
  - 1r a Lommel
  - 1r a Hoepertingen
  - 1r a Zandvoort
  - 1r al Critèrium de Saint-Nazaire
  - 1r de la Challenge de França
- 1961
  - 1r al Circuit de Vienne
  - 1r a les Tres Viles Germanes
  - 1r al Gran Premi d'Isbergues
  - 1r a Sint-Truiden
  - 1r a Zwevezele
  - 1r a Ieper
  - Vencedor d'una etapa a la Volta als Països Baixos
  - Vencedor d'una etapa del Gran Premio Ciclomotoristico
  - Vencedor d'una etpa al Tour del Nord
- 1962
  - 1r a Lommel
  - Vencedor d'una etapa de la Volta a Llevant
  - Vencedor d'una etapa als 4 dies de Dunkerque
  - Vencedor de 2 etapes a la Midi Libre
- 1963
  - 1r a Sint-Jansteen
  - 1r a Wavre
  - 3r del Campionat del Món
- 1964
  - Vencedor d'una etapa als 4 dies de Dunkerque
  - 1r a Eede
  - 1r a Sint-Willebrord
- 1965
  - 1r a Dinteloord
- 1966
  - 1r a Opwijk
  - 1r a Grobbendonk

### Resultats al Tour de França
- 1961. Abandona (9a etapa)
- 1964. 60è de la classificació general
- 1967. 77è de la classificació general